# Az utolsó metró
Az utolsó metró (eredeti címe: Le Dernier Métro) 1980-ban bemutatott francia romantikus filmdráma, François Truffaut kritikus, filmrendező és forgatókönyvíró nagyjátékfilmje, Catherine Deneuve és Gérard Depardieu főszereplésével.
A német megszállás alatt, Párizsban játszódó film címe egy praktikus kényszerű helyzetre utal: az idő tájt úgy kellett megválasztani a színházak és előadótermek műsorkezdését, hogy az előadás után a nézők és a személyzet még elérjék az utolsó metrót, mielőtt a kijárási tilalom elkezdődik.
A jelentős közönség- és kasszasikert aratott, s többségében pozitív kritikával fogadott alkotás 1981-ben, a 6. César-gálán tizenkét jelöléséből rekordmennyiségű, tíz díjat sepert be, köztük a „nagy ötöst”, amely addig egyetlen alkotásnak sem sikerült: a legjobb film, a legjobb rendező, a legjobb színész és színésznő, valamint a legjobb forgatókönyv. Ugyancsak 1981-ben, a legjobb idegen nyelvű film kategóriában Oscar- és Golden Globe díjra jelölték.

## Cselekménye
Párizs, 1942 szeptembere. A náci Németország két éve szállta meg Franciaország északi részét. A megszállt és meg nem szállt területek közötti demarkációs vonal mintegy határként húzódik keresztül az országon. A megszállt övezetben a kijárási tilalom teljesen elnépteleníti az utcákat, és a párizsiak számára létfontosságú, hogy elérjék az utolsó metrót. Éheznek, ezért órákat állnak sorban, hogy valami ennivalóhoz juthassanak. Fáznak is, ezért estéről-estére megtöltik a mozikat és a színháztermeket. Mindenütt teltház van.
Marion Steiner nem törődik mással, csak az új darab próbáival színházában, a Montmartre Színházban, amelyet német zsidó származású férje helyett ő igazgat. A kemény tartású, határozott nő környezetében mindenki úgy tudja, hogy a neves rendező, színházszervező Lucas Steiner elmenekült az országból. Valójában a színház alagsorában bujkál. Marion minden este meglátogatja és átbeszélik a színészek, különösen az újonnan szerződtetett fiatal, de már nagynevű Bernard Granger munkáját, aki a híres Grand Guignol Színházat hagyta ott ezért a darabért. A szellőzőcsöveken keresztül hallva a próbákat, nagyon gyorsan megérti, hogy felesége beleszeretett Granger-ba. A francia ellenálláshoz csatlakozott ifjú a társulat egyedüli tagja, akinek Marion elárulja férje hollétét, így ő az, aki a Gestapo házkutatásakor segíteni tudja őket. A bemutatott darab nagy közönségsikert arat, azonban a színházra továbbra is nehéz napok járnak, mivel a „Mindenütt ott vagyok” hetilap mogorva, antiszemita színikritikusa, Daxiat, egyszerűen irigységből és mert rá akarja tenni kezét a színházra, minden alkalmat megragad a darab lehúzására.
Miután az Franciaországot a szövetségesek felszabadítják, Marion továbbra is színészként éli mindennapjait a 813 nap bujkálás után előkerült, rehabilitált s ismét ünnepelt színházvezető férj, és Bernard oldalán.

## Szereplők
| Szereplő          | Színész            | Magyar hang        |
| ----------------- | ------------------ | ------------------ |
| Marion Steiner    | Catherine Deneuve  | Kútvölgyi Erzsébet |
| Bernard Granger   | Gérard Depardieu   | Szilágyi Tibor     |
| Jean–Loup Cottins | Jean Poiret        | Makay Sándor       |
| Lucas Steiner     | Heinz Bennent      | Haumann Péter      |
| Arlette Guillaume | Andréa Ferréol     | Kovács Nóra        |
| Germaine Fabre    | Paulett Dubost     | Szabó Éva          |
| Daxiat            | Jean–Louis Richard | Koroknay Géza      |
| Nadine Marsac     | Sabine Haudepin    | Kelemen Éva        |
| Raymond Boursier  | Maurice Risch      | Miklósy György     |
| Merlin            | Marcel Berbert     | Szatmári István    |
| Bergen főhadnagy  | Szabó László       |                    |

## Gyártás
Truffaut 1979 áprilisában kereste meg Suzanne Schiffmant a film alapötletével és az addig összegyűjtött anyagokkal. A forgatást 1980 januárjában kezdték meg a párizsi Saint-Georges Színházban, azonban a jelenetek nagy részét Clichyben, egy használaton kívüli csokoládégyárban berendezett filmstúdióban vették fel. A rendező szerint a forgatás „kellemes volt, de nehéz”, mivel több váratlan esemény zavarta meg. Az ötödik napon Suzanne Schiffman forgatókönyvíró megbetegedett és ott kellett hagynia a forgatást egy hónapra. Két nappal később Catherine Deneuve esett el egy lépcsőn, és amikor visszatért dolgozni, bicegett, ráadásul az orvos megtiltotta neki, hogy még tíz napig fűzős jelmezt viseljen. Emiatt módosítani kellett a forgatási tervet, hátrébb helyezve a színpadon játszódó jeleneteket, és előbbre hozva azokat, amelyekben Deneuve városi ruhában jelenik meg, csakhogy az utcai díszletek egy része még nem készült el.
A forgatás 59 munkával töltött nap után, április 21-én fejeződött be. Az eredményben bizonytalan, kimerült rendező három hét pihenőt tartott, majd négy hónap vágást követően, szeptember közepén került sor a hivatalos bemutatóra.

## Alapötlet
Truffaut eredetileg filmtrilógiával akart emléket állítani a számára annyira kedves szórakoztatóművészet világának; ennek első darabja volt az Amerikai éjszaka (a film világa), második Az utolsó metró (a színházé) és harmadik lett volna a L'agence Magic (a kabaréé, illetve a music-hallé), amely betegsége és időközben bekövetkezett halála miatt nem készülhetett el.
Kiskamaszként élte át Franciaország német megszállását Párizsban, s régóta szerette volna megörökíteni ezt az időszakot. Alkotása valóságos lenyomata az 1940-es évek francia művészeti életének, számos utalást tartalmaz a háború alatti kulturális eseményekre.
Forgatókönyve megírására Margaret Kelly Leibovici, a párizsi Lido mulató ír származású táncosnője, művésznevén Miss Bluebell ihlette, aki 1939-ben feleségül ment Marcel Leibovicihez, a Folies Bergère revüszínház romániai zsidó származású zongorista zeneszerzőjéhez. A német megszállás után a második gyermekével terhes asszonyt a francia rendőrség letartóztatta és internálta. Férje megkeresésére O’Kelly gróf, ír követségi ügyvivő kiszabadította. 1942-ben azonban a Lebovicit is internálták. A francia ellenállás segítségével megszökött, visszatért Párizsba, ahol felesége a város felszabadításáig bújtatta a rendőrprefektúrával szembeni épületben. Ezen időszak alatt Margaret élete kockáztatásával biztosította számára az élelmet és a védelmet. Az asszonyt ugyan meggyanúsította férje bújtatásával és intenzív kihallgatásnak vetette alá a Gestapo, ő azonban hidegvérének és éles eszének köszönhetően sikerrel kiszabadult.
Marion figurájába Truffaut más személyeket is belegyúrt, így mintául szolgált a román származású színész-énekes Alice Cocéa, aki a megszállás idején a Ambassadeurs Színházat vezette, s németbarát viselkedéséért a háború után elmarasztalták, valamint az ugyancsak színész-énekes Simone Berriau, az Antoine Színház igazgatója.
A Jean Poiret által alakított, s a háború után többször letartóztatott színházi rendező személyét Sacha Guitry ihlette. Daxiat, a Mindenütt ott vagyok színikritikusának alakja is valós személy volt: a kollaboráns Alain Laubreaux, aki a háború végén Franco Spanyolországába menekült. A jelenet, amikor Bernard Granger pofon vágja az újságírót, valójában Jean Marais-val esett meg, súlyosabb formában: amikor a pletykás kritikus Jean Cocteau frissen bemutatott darabját (Írógép) kritizálva célzásokat tett a színésszel való kapcsolatára, Marais rátámadt az utcán és úgy megütötte, hogy Laubreaux csupa vér lett.

## Fogadtatás
A film pontos költségvetéséről nincs elérhető adat; Truffaut intézője, Marcel Berbert mintegy 11 millió francia frankra becsülte.
Franciaországban a film fogadtatása kedvező volt; Párizsban az első 10 hét alatt 706 667 néző volt rá kíváncsi, s összességében több mint 1 millió néző vett rá jegyet. Franciaországban összesen 3 384 045 nézőt regisztráltak, ezzel a második legnézettebb Truffaut-alkotás lett a Négyszáz csapás után.
Az alapvetően pozitív fogadtatás mellett kritikai hangok is megfogalmazódtak: Truffaut ugyanis, aki új hullámosként egykor a legradikálisabb filmkritikusok egyike volt, aki hevesen bírálta a minőségi hagyományt a francia filmművészetben, s meghirdette a szerzői film programját, élete végére lecsendesedett, sőt, „pálfordulást” hajtott végre; kifejezetten klasszikus, akadémikus stílusban készítette alkotását.
A film története javarészt színházban játszódik, ahol megtalálhatók e kor mérvadó karakterei: a bujtatott zsidó, az ellenálló, a kollaboráns, a gátlástalan elnyomó hatalom képviselője, a karrierje érdekében mindenre hajlandó fiatal színésznő, a társadalmi kisebbségekhez tartozó egyének, valamint a behódolt férj és a sármos fiatal férfi közt ingadozó nő. A náci megszállás részben történelmi hátteret ad a szentimentális történetnek, részben – mint egy visszhangos helyiség –  fel is erősíti a dolgokat. Művészekről lévén szó, másképpen, érzékenyebben reagálnak a helyzetekre; a zárt közösségben szeretik egymást, barátkoznak, konfrontálódnak, kapcsolataikban szenvedélyesek.
A helyzet nagyfokú türelmet és megértést kíván. Ez a „mindenkinek megvan a maga igazsága” elven alapuló tolerancia jelenik meg a filmben, amikor Truffaut sokkal árnyaltabban írja le a tárgyalt időszak történéseit, mint a korábbi művek, amelyek feketén-fehéren, vagy az átélt tragédiákra vagy a heroikus ellenállásra tették a hangsúlyt. Nem a német katonák felett diadalmaskodó hősökről, hanem a zord időkben kompromisszumokra kényszerülő hétköznapi emberekről szól, akik vágyaik és lehetőségeik között őrlődnek. Truffaut ezzel a hozzáállásával – részben – beáll a francia nemzeti illúziók lerombolói közé.
Az egyéni viselkedéssel kapcsolatban is érezhető a tolerancia: A rendező anélkül mutatja be Jean-Loup-t a homoszexuális színházi rendezőt, a leszbikus díszlettervező Arlette-et, de a bujkáló férjéhez hűtlen, Bernardnak engedő, és a végén a szerelemi háromszöget fenntartó hősnőt, Mariont is, hogy kritizálná vagy helyeselné cselekedeteiket. Számára ezek a dolgok nem fontosak, amikor a színház megmaradásáról vagy a megszállókkal szembeni ellenállásról van szó.
A film sötét, többnyire barna tónusa alátámasztja mondanivalóját. Truffaut szerint: „Egy, a Megszállásról szóló filmnek úgyszólván teljes egészében éjszaka, zárt színhelyeken kell játszódnia; ezt a korszakot a sötétség, a bezártság, a frusztráció, a bizonytalanság légköre segít a legjobban felidézni: némi fényt legfeljebb az az idő tájt énekelt slágerek eredeti felvételei csillanthatnak fel benne.”

## Felújított kópia
2014-ben a Francia Filmtár (Cinémathèque Française) elkészíttette a film eredeti, 35 mm-es negatívjáról 4K sztenderddel digitalizált és képkockánként 2K-val retusált változatát, amelyet levetítettek a 67. cannes-i fesztivál Cannes Classic szekciójában, majd október 15-én, a rendező halálának 30. évfordulója alkalmából a francia MK2 és Diaphana forgalmazó hálózatok filmszínházai ismét műsorukra tűzték.

## Díjak és jelölések
- César-díj (Franciaország, 1981)
  - díj: legjobb film
  - díj François Truffaut (legjobb rendező)
  - díj François Truffaut és Suzanne Schiffman (legjobb forgatókönyv)
  - díj Catherine Deneuve (legjobb színésznő)
  - díj Gérard Depardieu (legjobb színész)
  - díj Néstor Almendros (legjobb operatőr)
  - díj Georges Delerue (legjobb filmzene)
  - díj Martine Barraqué (legjobb vágás)
  - díj Jean-Pierre Kohut-Svelko (legjobb díszlet)
  - díj Michel Laurent (legjobb hang)
  - jelölés: Andréa Ferréol (legjobb mellékszereplő színésznő)
  - jelölés: Heinz Bennent (legjobb mellékszereplő színész)
- Oscar-díj (USA, 1981)
  - jelölés: legjobb idegen nyelvű film
- Golden Globe-díj (USA, 1981)
  - jelölés: legjobb idegen nyelvű film
- Egyéb díjak
  - 1981 – díj: David di Donatello-díj (Catherine Deneuve – legjobb külföldi színésznő)[15]
  - 1981 – díj: Amerikai Filmkritikusok Testülete (National Board of Review) díja (legjobb külföldi film)
  - 1981 – díj: Bostoni Filmkritikusok Szövetségének díja (legjobb idegen nyelvű film)
  - 1981 – 3. helyezés: New York-i filmkritikusok díja (legjobb idegen nyelvű film)
  - 1981 – jelölés: Ezüst Szalag [16] (François Truffaut – legjobb külföldi film rendezője)

## Fordítás
- Ez a szócikk részben vagy egészben a Le Dernier Métro című francia Wikipédia-szócikk ezen változatának fordításán alapul.  Az eredeti cikk szerkesztőit annak laptörténete sorolja fel. Ez a jelzés csupán a megfogalmazás eredetét és a szerzői jogokat jelzi, nem szolgál a cikkben szereplő információk forrásmegjelöléseként.